# Ladislav Nižnanský
Ladislav Nižnanský (ur. 1917 r. w Lutiše na Słowacji, zm. 23 grudnia 2011) – słowacki wojskowy (kapitan), dowódca oddziału słowackiego w składzie Abwehrgruppe 218 pod koniec II wojny światowej, współpracownik czechosłowackiego, a następnie amerykańskiego wywiadu.
Ukończył w 1938 r. akademię wojskową w miejscowości Hranice, uzyskując stopień porucznika. Po utworzeniu Państwa Słowackiego 14 marca 1939 r., wstąpił do nowo formowanej armii słowackiej. Służył w artylerii w Żylinie, dochodząc do stopnia kapitana. Od 29 sierpnia 1944 r. brał udział w słowackim powstaniu narodowym jako zastępca dowódcy jednego ze zgrupowań powstańczych. Po upadku powstania w listopadzie 1944 r., trafił do niewoli niemieckiej, po czym został przewieziony do Bratysławy. Wstąpił do organizacji Slovenská Pracovná Služba (SPS). W poł. grudnia 1944 r. w stopniu SS-Hauptsturmführera objął dowodzenie 300-osobowego oddziału słowackiego w składzie ochotniczej jednostki przeciwpartyzanckiej Abwehrgruppe 218, zwanej też Kampfgruppe „Edelweiß” pod dowództwem SS-Obersturmbannführera Erwina Thuna von Hohenstein. Do poł. marca 1945 r. przeprowadziła ona ok. 50 akcji przeciwpartyzanckich, podczas których zabiła ok. 300 ludzi, a schwytała ok. 600. Jej działalność cechowała duża brutalność. SS-Hauptsturmführer L. Nižnanský był odznaczony Żelaznym Krzyżem 1 klasy. W obliczu zbliżającej się Armii Czerwonej jednostka pod koniec kwietnia 1945 r. przeszła do Vsetina, skąd wraz z innymi oddziałami niemieckimi rozpoczęła odwrót w kierunku Ołomuniec – Nemecký Brod – Tábor. 5 maja dotarła do Czeskich Budziejowic. Po zakończeniu wojny L. Nižnanský zbiegł za granicę. Sowieckie NKWD wytropiło go w Budapeszcie i przekazało władzom czechosłowackim. Jako agent czechosłowackiego wywiadu został wysłany w 1948 r. do Austrii, ale podjął tam współpracę z amerykańskimi tajnymi służbami wywiadowczymi. Następnie przeniósł się do zachodnich Niemiec, gdzie od 1 lutego 1954 r. pracował w czechosłowackiej sekcji Radia Wolna Europa. W 1962 r. w Czechosłowacji został zaocznie skazany na karę śmierci. W lutym 1983 r. przeszedł na emeryturę. W 1996 r. otrzymał niemieckie obywatelstwo. We wrześniu 2004 r. został aresztowany. Przed sądem w Monachium odbył się jego proces pod zarzutem wzięcia udziału w styczniu i lutym 1945 r. w zamordowaniu 146 ludzi (20 własnoręcznie) w słowackich miejscowościach Ostrý Grúň i Kl’ak oraz rozstrzelania z jego rozkazu 18 Żydów w miejscowości Kšinná. 19 grudnia 2005 r. został uniewinniony.